# Termo legal
Termo legal é o momento que caracteriza o estado de falido do devedor, conforme preceitua o artigo 99, inciso II da Lei de Recuperação e Falências (Lei 11.101/05).
Assim, o termo legal visa propiciar a revogação de atos que sejam nocivos aos interesses dos credores, fraudulentos por presunção legal. Trata-se de uma tentativa de maximizar a equiparação dos credores, e cercá-los de mais garantias e meios eficazes de obter o pagamento do seu crédito. Objetiva o par conditio creditorum.
Um dos reflexos diretos é a fluência de juros sobre os débitos da Massa, que, nos termos do artigo 124 da Lei 11.101/2005, não incidirão após decretada a falência se o ativo apurado não for suficiente para o pagamento dos créditos subordinados, ressalvados os originários de debêntures e dos créditos com garantia geral; frise-se, ainda, que estes juros estão limitados ao produto do bem em que consiste a garantia, conforme dispõe o parágrafo único do artigo 124.
No inciso II artigo 99 vê-se que uma das possibilidades ao juízo empresarial é a retroatividade do termo legal da falência até o 90º (nonagésimo) dia anterior ao primeiro protesto sofrido pelo atual falido. Significa dizer que no sentir do magistrado que já no momento do primeiro protesto, em que o ente empresarial se torna inadimplente é que o estado falimentar já começa a se caracterizar, pois a crise financeira da empresa não se instala de imediato, mas sim é uma sucessão de acontencimentos que vêm agravando com o passar do tempo, desembocando na total insolvência.